# Erick Thohir
Erick Thohir (Jacarta, Indonésia, 30 de maio de 1970) é um empresário magnata indonésio. Ele é o ex-presidente do clube de futebol italiano Internazionale Milano, e é acionista majoritário do clube de futebol DC United, Persib Bandung da Indonésia e do clube italiano Internazionale Milano.